# Teologia e o direito eclesiástico
Até o século XI o direito eclesiástico moldava-se e funcionava em estreita simbiose com a teologia. Os concílios publicavam tanto decretos doutrinários como cânones que regulavam a vida da Igreja. Ao formular a doutrina teológica, os Padres abordavam diversas questões mais ou menos legais, como por exemplo a instituição do carisma, da lei e da liberdade, ou da autoridade e da obediência. Dedicavam grande atenção ao relaciona-mento com os pecadores públicos e à questão dos serviços da Igreja, isto é, às suas estruturas. O dinâmico desenvolvimento da teologia e do direito levou no século XI à separação dessas duas áreas de conhecimento e à sua transformação em disciplinas autônomas. Em Bolonha, a partir de 1088 granjeou fama européia a faculdade de direito, ao passo que Paris tornou-se a Meca dos adeptos da teologia. Estranhamente o método especulativo da escolástica contribuiu para o desenvolvimento do direito, e a técnica das disputas, adotada entre os juristas, penetrava no ambiente dos teólogos.
Ambas as áreas de ciência eclesiástica, jovens quanto à sua autonomia, fortaleciam-se graças aos seus campeões: Pedro Lombardo e Graciano. Os quatro livros das Sentenças de Lombardo tornaram-se no decorrer dos séculos um manual acadêmico nas faculdades de teologia. O engenhoso monge que com o nome de Graciano entrou para sempre na história das ciências jurídicas e da cultura do Ocidente reuniu num todo acorde as coleções de leis muito numerosas, e por isso muitas vezes de difícil acesso, possibilitando a eficiência dos estudos eclesiástico-jurídicos. 
A fascinação com as próprias disciplinas levou com o tempo a uma separação um tanto prejudicial, porque exageradamente radical, e à falta de cooperação. Em conseqüência os teólogos rapidamente distanciavam-se das realidades da vida, e os juristas demonstravam um certo exagero em jurisdicionar a Igreja. 
Após a queda do Estado da Igreja em 1870, quando a Igreja estava ameaçada de perder a sua independência, indispensável para o cumprimento da sua missão específica, os juristas argumentavam com determinação que a Igreja é uma sociedade perfeita, e por isso lhe cabe a autonomia legal. Essa tendência era acompanhada por uma determinada visão da Igreja de caráter teológico, ou antes de legalidade exterior, que encontrou a sua expressão madura nos documentos de Pio IX, e especialmente de Leão XIII (enc. Immortale Dei de 1885). Por esse caminho chegou-se ao "jurisdicionamento" máximo da Igreja e à separação do direito da teologia dentro da eclesiologia. O direito hauria as suas forças vitais antes da filosofia que dos loci theologici.
Dentro desse clima originou-se o Código do Direito Canônico (CDC), ou em latim Codex Iuris Canonici (CIC), que regulou a vida da Igreja de 1917 a 1983. Entretanto nenhuma lei da Igreja tem condições de eliminar a teologia, especialmente a eclesiologia. Se não direta e explicitamente, ao menos implicite pressupõe uma determinada visão da Igreja e uma teoria do homem. Além disso o Código de Direito Canônico de 1917 aborda temas que ex professo são tratados pela teologia: os sacramentos, a autoridade na Igreja, o relacionamento entre o clero inferior e superior e entre o clero e os leigos, as ordens religiosas ou o culto.